# 현악 사중주 17번 (모차르트)
현악 사중주 17번 B♭장조 "사냥"은 볼프강 아마데우스 모차르트가 작곡한 작품이다. 1784년에 완성되었으며 하이든에게 헌정되었다. 
이 작품은 4개의 악장으로 구성되어 있다:
1. 알레그로 비바체 아사이
2. 메누에토 및 트리오. 모데라토
3. 아다지오
4. 알레그로 아사이